# Garudinia biguttata
Garudinia biguttata là một loài bướm đêm thuộc phân họ Arctiinae, họ Erebidae.